# Delpeuch
Delpeuch fu una casa automobilistica francese, attiva dal 1922 al 1925.

## Storia
L'azienda fu fondata nel 1922 come Automobiles Delpeuch a Neuilly-sur-Seine. La produzione fu interrotta nel 1925.
Venne prodotto un unico modello, la 15 CV, equipaggiato con un motore a quattro cilindri da 2815 cm³. Con carrozzeria aperta, poteva ospitare cinque persone.